# Orthotaenia secunda
Orthotaenia secunda är en fjärilsart som beskrevs av Falkovich 1962. Orthotaenia secunda ingår i släktet Orthotaenia och familjen vecklare. Inga underarter finns listade i Catalogue of Life.